# Якопо Саннадзаро
Якопо Саннадзаро (італ. Jacopo Sannazaro; 28 липня 1458, Неаполь — 6 серпня 1530, Неаполь) — італійський письменник. Писав латиною, тосканською та неаполітанською говірками. Відомий як автор написаного прозиметром роману «Аркадія» та поеми «Народження Діви».

## Біографія
Народився 1458 року в Неаполі. Батько помер приблизно 1462 року. Своє отроцтво Якопо Саннадзаро провів у Ночера-Інферіоре та в Сан-Чіпріано-Пічентіно. Сільська атмосфера цих місць згодом прикрасила поезію Саннадзаро. Підтримував близькі стосунки з гуманістом Джованні Понтано, був членом Понтанівської академії, у стінах якої Саннадзаро взяв літературний псевдонім «Actius Syncerus».
Протягом багатьох років віддано служив правителям Арагонського дому. У 1483—1485 роках він разом із Альфонсом II двічі брав участь у вторгненнях до Папської області.
Саннадзаро швидко досяг популярності як поет і став придворним поетом. Після смерті його головного патрона, Альфонсо II (1495), в 1499 році він отримав віллу Мерджелліна біля Неаполя від Федеріго. Після втрати Федеріго корони 1501 року, Саннадзаро пішов за ним у вигнання до Франції, звідки повернувся 1504 року після смерті Федеріго в Плессі-ле-Тур. Останні роки поет провів у Неаполі, де помер 6 серпня 1530 року. Могила Саннадзаро знаходиться в церкві Санта-Марія-дельл-Парто, споруджена за бажанням Саннадзаро поряд з його віллою Мерджелліна, неподалік від могили його улюбленого поета Вергілія.